# Afeganistão nos Jogos Paralímpicos de Verão de 2012
O Afeganistão irá participar dos Jogos Paralímpicos de Verão de 2012, que irão acontecer na cidade de Londres, no Reino Unido.

## Desempenho

### Levantamento de peso
Masculino
| Atletas               | Evento | Resultado | Posição |
| --------------------- | ------ | --------- | ------- |
| Mohammad Fahim Rahimi | -75 kg | 127,0     | 12º     |